# Sieczki (przystanek kolejowy)
Sieczki (biał. Сечкі, ros. Сечки) – przystanek kolejowy w miejscowości Sieczki, w rejonie mołodeczańskim, w obwodzie mińskim, na Białorusi.